# Sârbi (okręg Vaslui)
Sârbi – wieś w Rumunii, w okręgu Vaslui, w gminie Banca. W 2011 roku liczyła 428 mieszkańców.